# Curanto
Le curanto est un plat traditionnel de l'archipel de Chiloé, dont les plus vieux vestiges archéologiques remonteraient au 11 525 ± 90 AP (non calibrée)[pas clair], qui s'est diffusé dans les régions méridionales du Chili et, plus récemment, en Argentine. Il se prépare traditionnellement dans un trou creusé dans le sol, d'environ un mètre et demi de profondeur, et recouvert de pierres qui sont chauffées et portées au rouge par un feu de bois.

## Préparation
Les ingrédients comprennent des fruits de mer, de la viande, des pommes de terre, du pain de pommes de terre, des chapaleles (spécialité locale faite d'un mélange de farines de pomme de terre et de blé) et des légumes (avec parfois aussi des espèces spécifiques de poissons).
Les quantités ne sont pas fixées, l'idée étant qu'il devrait y avoir un peu de tout. Chaque couche d'ingrédients est couverte de feuilles de nalca (rhubarbe chilienne) ou, en leur absence, de feuilles de figuier ou de chou blanc. Le tout est recouvert de mottes de terre et de sacs humidifiés, créant une sorte d'autocuiseur géant dans lequel la cuisson dure à peu près une heure.
Le curanto peut aussi se préparer dans une grande cocotte, qui est chauffée sur un feu de bois, ou sur le gril d'un barbecue, ou dans un autocuiseur. Ce curanto mijoté est appelé pulmay dans la région centrale du Chili.

## Histoire
Cette forme de préparation serait originaire du pays chono. L'arrivée de populations venues du sud, puis des conquistadors espagnols, aurait apporté de nouveaux ingrédients, conduisant à la forme connue de nos jours. On peut cependant la rapprocher de méthodes de préparations culinaires similaires existant dans presque toutes les cultures polynésiennes, connues sous divers noms tels que imu, umu, lovo ou hangi.